# Moto Guzzi
Moto Guzzi er et italiensk motorcykelmærke, som er ejet af Piaggio. Mærket har siden midten af 1960'erne har været kendetegnet af langsliggende, luftkølede V-motorer. Desuden fremstiller Moto Guzzi en del tøj og andre mærkerelaterede effekter. Moto Guzzi har de senere år gennemlevet en del turbulens omkring ejerskab og økonomi. Virksomheden, som ligger i byen Mandello del Lario ved Comosøens østbred, blev opkøbt af Aprilia og senest er Aprilia (og dermed Moto Guzzi) indlemmet i Piaggio-gruppen. På fabrikken findes et museum, som er åbent for offentligheden.
| Stub | Spire Denne motorcykel, scooter eller knallert relaterede artikel er en spire som bør udbygges. Du er velkommen til at hjælpe Wikipedia ved at udvide den. |